# Here’s Little Richard
Here’s Little Richard ist das Debütalbum von Little Richard aus dem Jahr 1957 und vereinigt einige Hit-Singles der beiden vorvergangenen Jahre für Specialty Records. Die Titel im New Orleans Sound gehören in Bezug auf Inhalt, Aufbau, Rhythmik, Instrumentalisierung und Darbietung zu den ersten Rock-’n’-Roll-Songs überhaupt und mitvollziehen aufgrund ihrer großen Popularität den Eingang des schwarzen Rhythm and Blues der Südstaaten in den Mainstream-Rock-’n’-Roll.

## Musikstil
Little Richard ist einer der Rock-’n’-Roll-Pioniere der ersten Stunde. Sein Debütalbum demonstriert seine musikalischen Wurzeln im Rhythm & Blues, ebenso wie die Wildheit, Rhythmik und Inhalte der neuen musikalischen Bewegung des Rock ’n’ Roll. Alle zwölf Lieder basieren auf dem zwölftaktigen Bluesschema, welches aus den drei Hauptfunktionen der Harmonik besteht. Während Can’t Believe You Wanna Leave, Baby, Miss Ann und Oh Why? langsamere und damit bluesigere Nummern sind, nähern sich die anderen Stücke einem treibenden Up tempo an.
Aus dem New Orleans Sound kennt Little Richard das triolische Pianospiel, dessen swingenden Drive er in den schnelleren Stücken durch einen lauten, rockenden 4/4-Takt ersetzt. Earl Palmer spielt am Schlagzeug zuweilen einen Shuffle, meist aber einen strengen Backbeat. Dieses Zusammenspiel von Piano, Schlagzeug und die, vom Boogie-Woogie übernommene Basslinie kumulieren dabei zum Rockbeat. Insgesamt ergeben sich so recht einfach strukturierte Songs, die durch den überdrehten Gesang Little Richards den Erfordernissen des Rock ’n’ Roll entsprechen. Die prominent eingesetzte Holzsection, die zudem Saxophonsoli beisteuert, verweist auf den Rhythm and Blues, der in den Südstaaten der USA Mitte der 1950er Jahre populär war.
Die Texte behandeln durchgehend zwischengeschlechtliche Themen.

## Entstehungsgeschichte
Little Richard schickte nach seinen ersten mäßig erfolgreichen Veröffentlichungen auf Single für RCA Records (1952) und Peacock Records (1953) entsprechend einer Empfehlung von Lloyd Price Demo-Aufnahmen zu Art Rupes Label Specialty Records nach Los Angeles. Bumps Blackwell, der Produzent und A&R-Manager bei Specialty, heuerte daraufhin in Cosimo Matassas J&M-Studio in New Orleans dessen prominente Studio Band an, zu der sich der Blues-Interpret Huey „Piano“ Smith gesellte, und produzierte am 13. und 14. September 1955 mit Richard einige bluesige Nummern. Die Aufnahmen stellten den Produzenten wenig zufrieden, bis in einer Aufnahmepause Little Richard eine Eigenkomposition am Piano zeigte: Tutti Frutti war (nach der Entschärfung des schlüpfrigen Textes durch Dorothy La Bostrie) der gesuchte Knaller. Auf diesem letzten Titel der Session spielte Richard den Klavierpart selbst.
Die nachfolgende Aufnahme-Session in den Radio Recorders Studios in Hollywood am 29. November 1955, bei der Guitar Slims Band spielte, ergab unter anderem Baby und True Fine Mama, letzteres mit Background-Gesang.
Richards dritte Sitzung für Specialty Records am 10. Februar 1956 fand wieder in New Orleans statt und produzierte mit Slippin' And Slidin’, Long Tall Sally und Miss Ann einige Klassiker des Genres. Es folgte im Mai Rip It Up und Ready Teddy. Das Personal war erneut die Haus-Combo des J&M-Studios, lediglich Justin Adams wurde an der Gitarre durch Edgar Blanchard ersetzt, dieser wiederum zur fünften Sitzung im Juli/August durch Roy Montrell, der die Titel Oh Why und Can’t Believe You Wanna Leave begleitete.
Für die sechste Aufnahmesession für Specialty in den Master Recorders Studios von Los Angeles am 6. September 1956 setzte der in den Single-Charts zwischenzeitlich erfolgreich gewordene Little Richard seine Live-Band The Upsetters als Begleitung durch, die er der bisherigen Studio-Band um Earl Palmer, Frank Fields, Lee Allen und Alvin „Red“ Tyler für ebenbürtig hielt. Der Songschreiber John Marascalco steuerte hierbei einen eingängigen Text zu Richards I Got It bei, das als She’s Got It in der Titelliste erscheint.
Jenny Jenny ist von Little Richards siebten Specialty-Studiotermin am 15. Oktober 1956 und komplettiert das Album. Die Band entsprach der vorherigen Besetzung in New Orleans.
Here’s Little Richard ist demnach kein Album, welches konzeptionell und bezüglich der Aufnahmepraxis als einheitliches Werk geschaffen wurde, sondern wiedervermarktet zur Hälfte lediglich bereits veröffentlichte und erfolgreiche Single-Hits auf dem größeren Medium Langspielplatte. Die anderen sechs Titel wurden nach der LP in lockeren Zeitabständen auch auf Single und EP herausgegeben.

## Titelliste
Seite 1:
1. Tutti Frutti (Dorothy La Bostrie, Richard Penniman, Robert Blackwell) – 2:25 (New Orleans)
2. True Fine Mama (Richard Penniman) – 2:43 (Hollywood)
3. Can’t Believe You Wanna Leave (Leo Price) – 2:28 (New Orleans)
4. Ready Teddy (Robert Blackwell, John Marascalco) – 2:09 (New Orleans)
5. Baby (Richard Penniman) – 2:06 (Hollywood)
6. Slippin’ and Slidin’ (Peepin’ and Hidin’) (Richard Penniman, Eddie Bocage, John Collins, Al Smith) – 2:42 (New Orleans)

Seite 2:
1. Long Tall Sally (Enotris Johnson, Robert Blackwell, Richard Penniman) – 2:10 (New Orleans)
2. Miss Ann (Richard Penniman, Enotris Johnson) – 2:17 (New Orleans)
3. Oh Why? (Winfield Scott) – 2:09 (New Orleans)
4. Rip It Up (Robert Blackwell, John Marascalco) – 2:23 (New Orleans)
5. Jenny, Jenny (Enotris Johnson, Richard Penniman) – 2:04 (New Orleans)
6. She’s Got It (John Marascalco, Richard Penniman) – 2:26 (Los Angeles)

## Veröffentlichungen und Charterfolge
Here’s Little Richard erschien als erste LP von Specialty Records überhaupt im März 1957 unter der Nummer 100. Kurz darauf wurde eine neue Zählweise eingeführt, so dass die Nachausgaben die Nummer 2100 erhielt. Seitdem ist die erfolgreiche Platte viele Male auf Vinyl und CD in verschiedenen Ländern wiederveröffentlicht worden.
Die dem Album zugrunde liegenden Singles sind Specialty 561 mit Tutti Frutti vom Oktober 1955, Specialty 572 mit Long Tall Sally und Slippin’ And Slidin’ vom März 1956, Specialty 579 mit Rip It Up und Ready Teddy vom Juni 1956, sowie Specialty 584 mit She’s Got It vom Oktober 1956.
Als nachträgliche Single-Auskopplungen können Specialty 606 mit Jenny Jenny und Miss Ann vom Juni 1957 und Specialty 611 mit Can’t Believe You Wanna Leave vom August des gleichen Jahres bezeichnet werden. Im Mai 1958 und im August 1959 zogen noch Specialty 633 mit True Fine Mama bzw. Specialty 681 mit Baby nach, zu einer Zeit, als Little Richard das Rock-’n’-Roll-Geschäft bereits (vorübergehend) zugunsten einer Priesterausbildung verlassen hatte. Oh Why? kam auf der Single Specialty 734 erst im September 1983 heraus.
Einige der Singles waren in den schwarzen Rhythm&Blues-Charts sehr erfolgreich und lieferten Nummer-1-Hits, während sie im Klientel unabhängigen Popmarkt der USA zwar wahrgenommen wurden, aber schlechter abschnitten. Die LP erreichte hingegen einen sehr guten dreizehnten Platz in den allgemeinen Billboard-Pop-Charts und blieb damit das erfolgreichste Album Little Richards.
Die frühen Rock-’n’-Roll-Hits Little Richards können aufgrund ihrer anhaltenden Popularität als Klassiker des Genres bezeichnet werden, die sowohl zeitnah durch den weißen Popmarkt, aber auch während der British Invasion durch junge Rhythm-&-Blues-Bands gecovert wurden. Vor allem Tutti Frutti, Ready Teddy, Long Tall Sally, Rip It Up und Jenny Jenny wurden vielfach gecovert, so dass das Album einige Evergreens vereint.
Auch retrospektive Schauen halten das Album für einen Meilenstein: das Musikmagazin Rolling Stone listet Here’s Little Richard in seiner populären Liste der 500 besten Alben aller Zeiten auf dem fünfzigsten Platz. Robert Dimery hält das Album für eines der 1001 Albums You Must Hear Before You Die (deutsch: 1001 Alben, die du vor deinem Tod gehört haben musst).